# Rubricacaecilia monbaroni
Rubricacaecilia monbaroni (лат.) — вымерший вид земноводных из отряда безногих земноводных, типовой и единственный в роде Rubricacaecilia. Ископаемые остатки вида найдены в отложениях позднего юрского — раннего мелового периодов (150,8—140,2 млн лет назад) на территории Северной Африки (Марокко). Это были небольшие (около 20 см в длину) хищные водные животные.